# Agence Hardy
Agence Hardy est une série de bande dessinée policière française écrite par Pierre Christin et dessinée par Annie Goetzinger. Ses sept volumes ont été publiés entre 2001 et 2012 par Dargaud.

## Liste des albums
- Agence Hardy, Dargaud :

1. Le Parfum disparu, 2001  (ISBN 2-205-04939-9)[1].
2. La Trace pâle, 2002  (ISBN 2-205-05208-X).
3. Le Poison rouge, 2004  (ISBN 2-205-05423-6).
4. Banlieue blanche, banlieue rouge, 2006  (ISBN 2-205-05629-8)[2].
5. Berlin, zone française, 2008  (ISBN 978-2-205-05908-3).
6. Boulevard des crimes, 2009  (ISBN 978-2-205-06118-5).
7. Les Diamants fondent au soleil, 2012  (ISBN 978-2-205-06709-5).